# Una (Belém)
Una é um bairro limítrofe da cidade de Belém do Pará com o município de Ananindeua. Sendo este localizado no extremo leste de Belém e, é um bairro tipicamente fabril e em parte residencial. Atualmente tem tido leve urbanização com recentes empreendimentos imobiliários e governamentais..
- Significado: Denominação adotada tradicionalmente pela comunidade, sendo a área parte da Bacia do Una e limitada pela estrada do mesmo nome.

- Seu reconhecimento oficial se deu por meio da Lei Municipal nº 7.806, de 30 de julho de 1996[3].

- O bairro do Una compreende a área delimitada pela poligonal: Inicia na Rua dos Comerciários com a Rodovia Mário Covas, segue por esta até a Rodovia Transcoqueiro, posteriormente até encontrar a Passagem Jarbas Passarinho (Rodovia Transcoqueiro), dobra à direita e segue pela Rodovia Benjamim, dobra à direita e segue por esta até a Passagem dos Comerciários, e segue por esta até o início da poligonal.[4].

## Sobre o Bairro
- Uma das principais vias do bairro do Una – Rodovia Mário Covas - Onde há empresas, fábricas, condomínios verticais e Hospitais, como o Hospital Público Estadual Galileu, e é sua parte mais urbanizada. Além dessa Rodovia ofertar de lazer a serviços de educação e esporte. A Rodovia Mário Covas acabou se tornando uma passarela de possibilidade dos que moram no bairro do Una.
- Grandes obras de melhorias viárias tem sido feitas ao longo da região, como a abertura das Avenidas Independência e Centenário – interligando ao centro da cidade e a revitalização da Rodovia Mário Covas.

## Principais avenidas e ruas[5]
- Rodovia Mário Covas
- Rodovia Transcoqueiro
- Rodovia Benjamim
- Rua dos Comerciários

## Principais linhas de ônibus[6]
| Linha | Nome                                  | Empresa            | Tarifa  | Principais pontos do trajeto no bairro                          |
| ----- | ------------------------------------- | ------------------ | ------- | --------------------------------------------------------------- |
| 321   | UFPA ↔ Cidade Nova 6 (Via UNA)        | Guajará e Transurb | R$ 4,00 | Rod. Transcoqueiro - Av. Aug. Montenegro - Av. Perimetral       |
| 754   | Jardim Sideral ↔ Ver-o-Peso           | Forte              | R$ 4,00 | Rod. Mário Covas - Rod. Pedro A. Cabral - Av. Alm. Barroso      |
| 795   | Cabanagem ↔ Presidente Vargas         | Belém Rio          | R$ 4,00 | Av. Brasil - Rod. Benjamim - Rod. Pedro A. Cabral               |
| 878.1 | Cidade Nova ↔ Mangueirão (Via UNA)    | Belém Rio e Forte  | R$ 4,00 | Av. Aug. Montenegro -Rod. Transcoqueiro - Rod. Mário Covas      |
| 878   | Icoaraci ↔ Cidade Nova (Via Satélite) | Belém Rio e Forte  | R$ 4,00 | Av. Aug. Montenegro - Rod. Mário Covas - Av. 3 Corações         |
| 906   | Guajará - Ver-o-Peso (Via UNA)        | Forte              | R$ 4,00 | Rod. Transcoqueiro - Av. Aug. Montenegro - Rod. Pedro A. Cabral |
| 906   | Guajará - Ver-o-Peso (Via Centenário) | Forte              | R$ 4,00 | Rod. Mário Covas - Av. Centenário - Aeroporto                   |
| 907   | PAAR - Ver-o-Peso (Via UNA)           | Forte              | R$ 4,00 | Rod. Mário Covas - Rod. Transcoqueiro - Av. Alm. Barroso        |
| 911   | Icuí - Ver-o-Peso (Via UNA)           | Forte              | R$ 4,00 | Rod. Transcoqueiro - Av. Aug. Montenegro - Rod. Pedro A. Cabral |
| 960   | Jaderlândia - Mangueirão              | Forte              | R$ 4,00 | R. Jarbas Passarinho - Rod. Trancoqueiro - Av. Aug. Montenegro  |
| 964   | Jaderlândia - Ver-o-Peso              | Forte              | R$ 4,00 | Rod. Trancoqueiro - Rod. Mário Covas - Rod. Pedro A. Cabral     |
| 984   | 40 Horas - Presidente Vargas          | Forte              | R$ 4,00 | Av. Independência - Rod. Benjamim - Rod. Pedro A. Cabral        |
| 986   | Jiboia Branca - Ver-o-Peso            | Forte              | R$ 4,00 | Av. Independência - Rod. Mário Covas - Av. Alm. Barroso         |
| 987   | 40 Horas - São Brás                   | Forte              | R$ 4,00 | Rod. Mário Covas - Br-316 - Av. Alm. Barroso                    |